# جون ماكين (لاعب كرة قدم)
جون ماكين (بالإنجليزية: John Mackin)‏ هو لاعب كرة قدم ومدرب كرة قدم بريطاني في مركز الدفاع، ولد في 18 نوفمبر 1943 في بلزهيل ‏ في المملكة المتحدة. لعب مع دارلينجتون إف سى ونادي كوربي تاون ونادي لينكولن سيتي ونادي يورك سيتي ونورثامبتون تاون.